# Occidozyga magnapustulosus
Occidozyga magnapustulosa là một loài ếch thuộc họ Ranidae.
Loài này có ở Lào, Thái Lan, và Việt Nam.
Môi trường sống tự nhiên của chúng là rừng ẩm vùng đất thấp nhiệt đới hoặc cận nhiệt đới, vùng núi ẩm nhiệt đới hoặc cận nhiệt đới, vùng cây bụi ẩm khu vực nhiệt đới hoặc cận nhiệt đới, sông ngòi, sông có nước theo mùa, đầm nước ngọt có nước theo mùa, vườn nông thôn, các vùng đô thị, và kênh đào và mương rãnh.